# Ainbcellach mac Ferchair
Ainbcellach mac Ferchair va ser rei dels escots de Dál Riata de 697 a 698.
Era el fill gran de Ferchar Fota. Es va convertir en rei de Dalriada després de la mort d'Eochaid mac Domangairt "Riannmail", que va ser assassinat després d'un any de regnat (el 697), probablement a instigació del seu successor.
L'any següent, els Annals registren la crema del castell de Dun Ollaigh abans que Ainbcellach fos expulsat del regne i enviat captiu a Irlanda.
El seu successor és un tal Fiannamail ua Dúnchada, d'un llinatge secundari del Cenél Gabrain, qui també assassinaren dos anys més tard, l'any 700, i que fou substituït per Selbach mac Ferchair, germà d'Ainbcellach.
L'absència temporal d'un nou pretendent pel Cenel Gabrain sembla que va dur a una guerra civil entre els dos germans, perquè els Annals d'Ulster esmenten la destrucció per part de Selbach de Dun Ollaigh, la fortalesa del Cenel Loairn el 701.
Ainbcellach va tornar a intentar recuperar el tron de Dalriada, però va ser derrotat i assassinat pel seu germà a la batalla de Findglen el 6 de setembre de 719.